# جوناثان برانديس
جوناثان برانديس (بالإنجليزية: Jonathan Brandis)‏ مواليد 13 أبريل 1976 في دانبري، الولايات المتحدة - الوفاة 12 نوفمبر 2003 في لوس أنجلوس، هو ممثل ومخرج وكاتب سيناريو أمريكي بدأ مسيرته الفنية سنة 1982. مات منتحرا بعد أن شنق نفسه بعد أن أصابه الاكتئاب.

## الأعمال

### أفلام
- جاذبية قاتلة (1987)
- أوليفر وشركاه (1988)
- الغبي والأغبى (1994)
- هارتس وار (2002)

### مسلسلات
- حياة واحدة للعيش (1982) (بدور: كيفن رايلي بوكانان)
- ويبستر (1988) (بدور: بوبي)
- فول هاوس (1989)
- علاء الدين (1994)

## الجوائز
| السنة | الجهة               | الفئة                                            | النتيجة |
| ----- | ------------------- | ------------------------------------------------ | ------- |
| 1990  | جائزة الفنان الصغير | أفضل ممثل شاب كضيف في مسلسل تلفزيوني             | رُشِّح     |
| 1991  | جائزة الفنان الصغير | أفضل ممثل شاب في بطولة فيلم                      | رُشِّح     |
| 1992  | جائزة زحل           | أفضل أداء من ممثل شاب                            | رُشِّح     |
| 1993  | جائزة الفنان الصغير | أفضل ممثل شاب في بطولة فيلم                      | رُشِّح     |
| 1994  | جائزة الفنان الصغير | أفضل ممثل شاب رئيسي في مسلسل تلفزيوني            | فوز     |
| 1995  | جائزة الفنان الصغير | أفضل أداء من ممثل شاب في مسلسل قصير أو حلقة خاصة | رُشِّح     |

## روابط خارجية
- جوناثان برانديس على موقع IMDb (الإنجليزية)
- جوناثان برانديس على موقع روتن توميتوز (الإنجليزية)
- جوناثان برانديس على موقع ألو سيني (الفرنسية)
- جوناثان برانديس على موقع ميوزك برينز (الإنجليزية)
- جوناثان برانديس على موقع تيرنر كلاسيك موفيز (الإنجليزية)
- جوناثان برانديس على موقع أول موفي (الإنجليزية)
- جوناثان برانديس على موقع قاعدة بيانات الأفلام السويدية (السويدية)
- جوناثان برانديس على موقع إن إن دي بي (الإنجليزية)
- جوناثان برانديس على موقع قاعدة بيانات الفيلم (الإنجليزية)
- جوناثان برانديس على موقع كينوبويسك (الروسية)